# Brigitte Feldlin
Brigitte Feldlin (verheiratete Brigitte Feldlin-Hansel) (* 15. Januar 1958 in Nürnberg) ist eine ehemalige deutsche Basketballspielerin.

## Laufbahn
Feldlin nahm mit der Bundesrepublik Deutschland an den Europameisterschaften 1978, 1981 und 1983 teil. Ihren besten Punkteschnitt bei einer EM erreichte sie 1981 mit 3 je Begegnung. Aufgrund ihrer Beweglichkeit und Schnelligkeit erhielt sie als Spielerin den Spitznamen „Frankenblitz“.
Als Trainerin war sie jahrelang bei der DJK Egbert-Gymnasium Münsterschwarzach tätig. In der gleichnamigen Schule arbeitet sie außerdem als Lehrerin. Die Zeitung Main Post bezeichnete sie als Basketball-Pionierin in Schwarzach. Im Bezirk Unterfranken des Bayerischen Basketball-Verbands wurde sie im Jugendausschuss tätig.